# Freistatt, Missouri
Freistatt, Missouri (енгл. Freistatt) град је у америчкој савезној држави Мисури.

## Демографија
По попису из 2010. године број становника је 163, што је 21 (-11,4%) становника мање него 2000. године.
| Група             | 2000.       | 2010.       |
| Белци             | 165 (89,7%) | 138 (84,7%) |
| Афроамериканци    | 0 (0,0%)    | 0 (0,0%)    |
| Азијати           | 0 (0,0%)    | 1 (0,6%)    |
| Хиспаноамериканци | 7 (3,8%)    | 16 (9,8%)   |
| Укупно            | 184         | 163         |